# Parafia Ikony Matki Bożej „Wszystkich Strapionych Radość” w Cumming
Parafia Ikony Matki Bożej „Wszystkich Strapionych Radość” – prawosławna parafia w Cumming, w eparchii wschodnioamerykańskiej i nowojorskiej Rosyjskiego Kościoła Prawosławnego poza granicami Rosji.